# Franziskanerkloster Grein

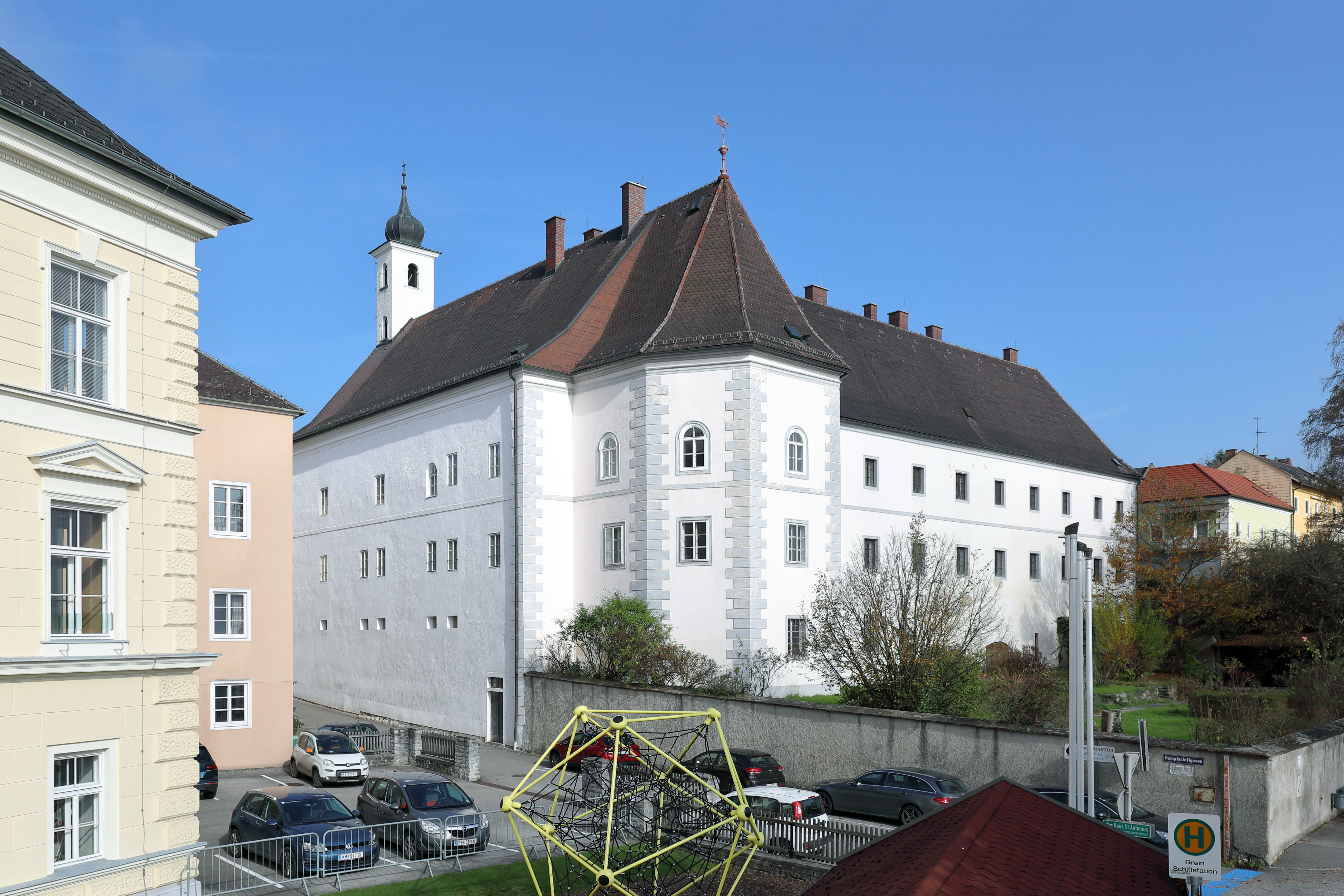
Haus St. Antonius Grein

Das Franziskanerkloster in Grein an der Donau in Oberösterreich wurde 1622 gegründet und 1784 aufgelöst. Das unter Denkmalschutz (Listeneintrag) stehende Gebäude wird heute unter der Bezeichnung Haus St. Antonius für seelsorgliche und spirituelle Zwecke genutzt.

## Geschichte
Im Jahr 1622 holte Leonhard Helfried von Meggau, Statthalter von Niederösterreich und angehender Besitzer von Schloss Greinburg, die Franziskaner zum Zweck der Gegenreformation nach Grein. Probst Maximilian von Waldhausen legte 1623 den Grundstein für das Klostergebäude. Mit kaiserlichem Dekret vom 4. Oktober 1624 mussten unter dem bayerischen Statthalter Adam von Herberstorff alle evangelischen Prediger und Schulmeister den Ort verlassen. Im Jahr 1628 bezogen schließlich 12 Franziskaner das fertiggestellte Klostergebäude. Das Franziskanerkloster war damit das zweite von sechs Klöstern, die im Verlauf des 17. Jahrhunderts im Mühlviertel gegründet wurden. Die Klosterkirche wurde 1628 dem Ordensheiligen Antonius von Padua geweiht.
Am 29. Oktober 1784 wurde das Kloster von Kaiser Joseph II. aufgehoben. Wertvolle Gegenstände wurden in ein Lager nach Linz gebracht und das Kloster wurde bis 31. Dezember 1784 evakuiert.
Im Jahr 1850 wurden das neu eingerichtete Greiner Bezirksgericht und das Steueramt im ehemaligen Kloster untergebracht.
Im Jahr 1993 erwarb der Verein Pilgerweg des Vertrauens – Gemeinschaft zur Förderung des christlichen Glaubens- und Lebensvollzuges das Klostergebäude. Nach einer Generalsanierung wurde das Haus St. Antonius 1997 von Bischof Maximilian Aichern eingeweiht.

## Gebäude
Die drei Flügel des Klostergebäudes und die westlich angebaute Kirche umschließen einen quadratischen Innenhof, in welchem sich ein großer Brunnen in achteckiger Granitfassung befindet.

## Nutzung
Das Haus St. Antonius steht Einzelpersonen sowie Gruppen für geistliche Zwecke zur Verfügung.